# Ljus fotblomfluga
Ljus fotblomfluga (Platycheirus perpallidus) är en tvåvingeart som beskrevs av George Henry Verrall 1901. Ljus fotblomfluga ingår i släktet fotblomflugor, och familjen blomflugor. Arten är reproducerande i Sverige. Inga underarter finns listade i Catalogue of Life.